# Source SDK
Source SDK (Software Development Kit) är ett antal verktyg för att arbeta med Valve Corporations Source-motor. Med hjälp av programmet kan man skapa nivåer och modifikationer till spel eller skapa ett helt nytt spel. Paketet följer med när man köper något av Valves Sourcebaserade spel (exempelvis Half-Life 2) eller Counter-Strike: Source, som drivs via Steam. Man kan göra egna Source-Baserade spel genom att använda sig av ett programspråk som kallas C++ som man använder Microsoft Visual Studio för att ändra koden och sedan kompilera den.